# Fuat Deniz
Le docteur Fuat Deniz (en syriaque : ܦܘܐܕ ܕܢܝܙ) (24 juillet 1967 – 13 décembre 2007) était un sociologue et écrivain suédois d'origine assyrienne. Il travaillait au département des Sciences Politiques et Sociales de l'université d'Örebro.
Deniz était le fils aîné d'une famille de chrétiens assyriens, et naquit dans le village de Kerbûran dans la région du Tour Abdin dans le Sud-Est de la Turquie. Il émigra en Suède avec ses parents à l'âge de 8 ans et grandit à Örebro. Dans sa jeunesse il participa à la  Fédération de la jeunesse assyrienne en Suède, association dont il était cofondateur, et écrivait pour le magazine Hujådå de la Fédération assyrienne nationale suédoise. Il termina sa thèse de doctorat en sociologie à l'Université d'Uppsala en 1999. Dans sa thèse, intitulée En minoritets odyssé ("L'Odyssée d'une minorité"), il discutait les expériences des Assyriens venus en Suède dans les années 1970. Deniz était une personnalité connue de la communauté assyrienne en Suède et était aussi connu internationalement pour sa recherche sur le massacre des Assyriens.
Le 11 décembre 2007, vers 15 h 30 CET, Deniz fut poignardé sur le campus de l'Université d'Örebro par un homme qui prit la fuite. Il mourut de ses blessures à l'Hôpital universitaire d'Örebro. La police suédoise enquêta sur plusieurs pistes, et fut aussi en contact avec la Säkerhetspolisen (service suédois de la sûreté), en raison de la possible motivation politique de l'assassinat. Plusieurs collègues universitaires de Deniz en Suède avaient été menacés en raison de leur travail en rapport avec le massacre des Assyriens et le génocide arménien, qui est un sujet polémique en particulier chez les nationalistes turcs.
En janvier 2008, c'est toutefois un cousin de la victime qui fut arrêté pour l'assassinat, dont le mobile était un différend d'ordre privé. En avril 2008, le meurtrier fut condamné à une peine de dix ans de prison ferme par le tribunal d'Örebro, peine confirmée par la cour d'appel de Göta en juillet de la même année,.

## Œuvres
- (sv) Fuat Deniz et Antonios Perdikaris, Ett liv mellan två världar : en studie om hur assyriska ungdomar som andra generationens invandrare i Sverige upplever och hanterar sin livssituation, Örebro, Université d'Örebro, 1990, 232 p. (ISBN 978-91-7668-251-7)
- (sv) Fuat Deniz, Marianne Freyne-Lindhagen et Lars Ulfvensjö, Flyktingar i Norberg, FINO-projektet : en utvärdering av det kommunala flyktingmottagandet, Örebro, Université d'Örebro, 1991
- (sv) Fuat Deniz, Kulturmöten : en utvärdering av projektet Kulturmöten i Vallby/Pettersberg i Västerås, Örebro, Université d'Örebro, 1992 (ISBN 978-91-7668-122-0, OCLC 186424049)
- (sv) Fuat Deniz, Utbildning : vägen till framtiden : assyriernas utbildningstraditioner i Sverige, Göteborg, Assyrian Association in Bergsjön, 1993
- (sv) Fuat Deniz, Medvetande och identitet i det medialiserade samhället : en kritisk diskussion och analys av Meads och Berger/Luckmanns socialisationsteori utifrån nya tekniska och symboliska villkor för sociala relationer samt för medvetande- och identitetsutveckling, Uppsala, Université d'Uppsala, 1995
- (sv) Fuat Deniz, Flykten från verkligheten till jagets högborg : en kritisk tolkning och analys av New Age utifrån Durkheims sociologi, Uppsala, Université d'Uppsala, 1995
- (sv) Fuat Deniz, En minoritets odyssé : upprätthållande och transformation av etnisk identitet i förhållande till moderniseringsprocesser : det assyriska exemplet, Uppsala, Université d'Uppsala, 1999, 503 p. (ISBN 978-91-628-3759-4, OCLC 186661351)